# Ecdisona
La ecdisona es una prohormona esteroide de la 20-hidroxiecdisona, es una de las principales hormonas de la muda, que es secretada en las glándulas protorácicas. A las hormonas de la muda de los insectos (ecdisona y sus homólogos), generalmente, se les llama ecdiesteroides. Los ecdiesteroides actúan como hormonas de la muda en artrópodos pero además se dan en otros filos relacionados donde pueden jugar diferentes roles.
En Drosophila melanogaster, un incremento en la concentración de ecdisona induce la expresión de genes que codifican para proteínas que son requeridas por la larva, y causa la formación de puff cromosómicos (bandas de material cromático acumulado localizadas en lugares específicos de cromosomas gigantes). Los ecdiesteroides además se encuentran en muchas plantas, en la mayoría como un agente de protección (toxinas o antialimenticios) contra insectos herbívoros. Estos fitoecdiesteroides tienen importancia médica  y son parte de remedios de herbarios adaptogénicos como Cordyceps, un hongo que crece en las larvas de varias especies de insectos. (Aunque los hongos no son plantas, "fungalecdiesteroide" no existe como una categoría y fitoecdiesteroide es el término que se usa). Las plantas medicinales probadas que incluyen fitoecdiesteroides incluyen Achyranthes bidentata, Tinospora cordifolia, Pfaffia paniculata Leuzea carthamoides, Rhaponticum uniflorum (Zhang et al. 2002), y Serratula coronata